# Sankt Marienkirchen an der Polsenz
Sankt Marienkirchen an der Polsenz is een gemeente in de Oostenrijkse deelstaat Opper-Oostenrijk, gelegen in het district Eferding (EF). De gemeente heeft ongeveer 2200 inwoners.

## Geografie
Sankt Marienkirchen an der Polsenz heeft een oppervlakte van 18 km². Het ligt in het middennoorden van het land. De Duitse grens is niet ver weg.
Alkoven · Aschach an der Donau · Eferding · Fraham · Haibach ob der Donau · Hartkirchen · Hinzenbach · Prambachkirchen · Pupping · Scharten · Sankt Marienkirchen an der Polsenz · Stroheim
- Gemeinsame Normdatei: 4452462-6
- Virtual International Authority File: 243848535